# Оксон-Гілл (Меріленд)
Оксон-Гілл (англ. Oxon Hill) — переписна місцевість (CDP) в США, в окрузі Графство принца Георга штату Меріленд. Населення — 18 791 особа (2020).

## Географія
Оксон-Гілл розташований за координатами 38°46′49″ пн. ш. 76°58′11″ зх. д. / 38.78028° пн. ш. 76.96972° зх. д. (38.780406, -76.969857).  За даними Бюро перепису населення США в 2010 році переписна місцевість мала площу 17,18 км², з яких 17,14 км² — суходіл та 0,03 км² — водойми.

## Демографія
Згідно з переписом 2010 року, у переписній місцевості мешкали 17 722 особи в 6962 домогосподарствах у складі 4427 родин. Густота населення становила 1032 особи/км².  Було 7643 помешкання (445/км²).
Расовий склад населення:
| - 75,5 % — чорних або афроамериканців - 8,4 % — білих - 5,7 % — азіатів - 0,4 % — корінних американців - 6,8 % — осіб інших рас |

До двох чи більше рас належало 3,1 %. Частка іспаномовних становила 10,9 % від усіх жителів.
За віковим діапазоном населення розподілялося таким чином: 23,1 % — особи молодші 18 років, 65,3 % — особи у віці 18—64 років, 11,6 % — особи у віці 65 років та старші. Медіана віку мешканця становила 38,5 року. На 100 осіб жіночої статі у переписній місцевості припадало 85,3 чоловіків;  на 100 жінок у віці від 18 років та старших — 79,5 чоловіків також старших 18 років.
Середній дохід на одне домашнє господарство  становив 80 563 долари США (медіана — 70 121), а середній дохід на одну сім'ю — 91 438 доларів (медіана — 80 219). Медіана доходів становила 45 620 доларів для чоловіків та 50 413 долари для жінок. За межею бідності перебувало 9,7 % осіб, у тому числі 16,0 % дітей у віці до 18 років та 5,7 % осіб у віці 65 років та старших.
Цивільне працевлаштоване населення становило 9944 особи. Основні галузі зайнятості: освіта, охорона здоров'я та соціальна допомога — 19,0 %, науковці, спеціалісти, менеджери — 14,8 %, публічна адміністрація — 12,6 %, мистецтво, розваги та відпочинок — 11,2 %.